# Рейнольдс-Моретон, Генри, 3-й граф Дюси
Генри Джон Рейнольдс-Моретон, 3-й граф Дюси (англ. Henry John Reynolds-Moreton, 3rd Earl of Ducie; 25 июня 1827 — 28 октября 1921) — британский придворный и либеральный политик. Он носил титул учтивости — лорд Моретон с 1840 по 1853 год. В частности, он служил капитаном йоменской гвардии с 1859 по 1866 год и лордом-хранителем рудников с 1888 по 1908 год.

## Происхождение и образование
Родился 25 июня 1827 года в Шерборне, графство Дорсет. Старший сын Генри Рейнольдса-Мортона, 2-го графа Дюси (1802—1853), и его жены Элизабет Даттон, дочери Джона Даттона, 2-го барона Шерборна. Он получил образование в Итонском колледже.

## Политическая карьера
В 1852 году лорд Моретон вошёл в парламент в качестве члена парламента от Страуда. В следующем году он сменил своего отца в графстве и вошёл в Палату лордов. В 1859 году он был принят в Тайный совет и назначен капитаном йоменской гвардии в правительстве под руководством лорда Палмерстона. Этот пост он занимал до падения правительства в 1866 году, в последний год правительства лорда Рассела.

## Другие награды
Помимо своей политической карьеры, лорд Дьюси был лордом-лейтенантом Глостершира в 1857—1911 годах, лордом-хранителем рудников в Корнуолле и членом Совета принца Уэльского в 1888—1908 годах. В 1906 году он был стал кавалером Большого креста Королевского Викторианского ордена.
Граф Дюси был назначен почетным полковником 1 -го административного батальона Глостерширского стрелкового добровольческого корпуса 16 июня 1868 года и занимал эту должность в течение 40 лет. Позже батальон стал 2-м добровольческим батальоном Глостерширского полка.

## Семья
24 мая 1849 года лорд Дьюси женился на своей двоюродной сестре Джулии Лэнгстон (7 октября 1829 — 3 февраля 1895), дочери члена парламента Джеймса Лэнгстона. У них было двое детей:
- Генри Хотон Рейнольдс-Моретон, лорд Моретон (4 марта 1857 — 28 февраля 1920), политик.
- Леди Констанс Эмили Рейнольдс-Моретон (18 июня 1850 — 27 февраля 1929)[9][10], вышла замуж за Джорджа Шоу-Лефевра, 1-го барона Эверсли.

Графиня Дюси умерла в феврале 1895 года, и лорд Дюси оставался вдовцом до своей смерти в Глостере в октябре 1921 года в возрасте 94 лет . Поскольку его единственный сын умер раньше него, титулы лорда Дюси перешли к его младшему брату Беркли Мортону, 4-му Граф Дюси.

## Тортворт-Корт
в 1848—1853 годах он построил Тортворт-Корт, где он тогда жил. За свою долгую жизнь он потратил много времени на приобретение необычных и экзотических растений со всего мира для посадки на территории Тортворт-Корт. Многие растения сохранились, и теперь на территории находится один из величайших дендрариев Англии.

## Литературные
В 1872 году в журнале Land and Water была опубликована короткая статья 3-го графа Дюси под названием «Стрельба по крокодилам». Он доступен онлайн через Open Library.

## Спорт
Граф был второстепенным игроком в крикет. Он сыграл один матч на уровне графства за Шропшир в 1862 году, сделав 5 пробежек, одновременно играя на клубном уровне за Шрусбери. Найтли Уильям Хорлок, который иногда писал под псевдонимом «Скуратор», посвятил свою книгу «Письма об управлении гончими», трактат о венерии, графу, который был его покровителем.